# Ču Ťien-chua
Ču Ťien-chua (čínsky: pchin-jin Zhū Jiànhuá, znaky zjednodušené 朱建华, tradiční 朱建華; * 29. května 1963, Šanghaj) je bývalý čínský atlet, který se věnoval skoku do výšky.

## Sportovní kariéra
V roce 1981 získal zlatou medaili na Mistrovství Asie v atletice v Tokiu a stříbro na světové letní univerziádě v Bukurešti. O rok později vybojoval nejcennější kov rovněž na Asijských hrách v indickém Novém Dillí, kde zvítězil výkonem 233 cm.
Na mezinárodní scéně na sebe poprvé výrazněji upozornil 11. června 1983, když v Pekingu o jeden centimetr posunul hodnotu světového rekordu. Po necelých třech letech vymazal výkon Gerda Wessiga z Východního Německa, který 1. srpna 1980 na olympijských hrách v Moskvě překonal 235 cm. Tímto výkonem se rázem stal hlavním adeptem na zisk zlaté medaile na prvním ročníku MS v atletice, které se konalo od 7. do 14. srpna 1983 na olympijském stadionu ve finských Helsinkách. Ve finále nakonec vybojoval výkonem 229 cm bronzovou medaili. Mistrem světa se stal Gennadij Avdějenko ze Sovětského svazu, který napoprvé skočil 232 cm. Stříbro bral Američan Tyke Peacock.
22. září 1983 v Šanghaji vylepšil vlastní světový rekord na 238 cm. Další světový rekord vytvořil 10. června 1984 na prestižním výškařském mítinku v německém Eberstadtu. Jeho hodnota byla 239 cm. Z prvního místa historických tabulek jeho výkon vymazal Rudolf Povarnicyn, který 11. srpna 1985 v Doněcku jako první pokořil hranici 240 cm.
Na Letních olympijských hrách 1984 v Los Angeles vybojoval výkonem 231 cm bronzovou medaili. 233 cm již nezdolal podobně jako Američan Dwight Stones, který kvůli horšímu technickému zápisu třetí bronz nezískal a obsadil 4. místo. Stříbro získal Švéd Patrik Sjöberg (233 cm) a olympijské zlato Dietmar Mögenburg ze Západního Německa za 235 cm. Na Asijských hrách v jihokorejském Soulu v roce 1986 získal zlatou medaili, když zvítězil výsledkem 231 cm.
Později již jeho výkonnost především stagnovala. Na halovém MS 1987 v Indianapolisu obsadil ve finále dělené 8. místo (228 cm). Na druhém MS v atletice 1987 v Římě nepřekonal kvalifikační limit 227 cm a do finále nepostoupil. Na Letních olympijských hrách 1988 v jihokorejském Soulu v kvalifikaci zvládl již jen 219 cm.

### Osobní rekordy
- hala – 231 cm – 5. března 1986, Kóbe
- venku – 239 cm – 10. června 1984, Eberstadt (NR)